# Combate de Carelmapu
El combate de Carelmapu fue un enfrentamiento entre una fuerza de españoles del fuerte de Carelmapu y una expediciòn neerlandesa dirigida por Enrique Brouwer. El combate fue ganado por los holandeses, quienes se apoderaron del fuerte. Este acontecimiento acaeció en el marco de la Guerra de los Ochenta Años.

## Antecedentes
En 1642, tras convencer del proyecto a la Compañía Neerlandesa de las Indias Occidentales y al príncipe Juan Mauricio de Nassau viajó al  Reino de Chile, a Chiloé y Valdivia, en una expedición de conquista, para luchar contra los españoles, tentar una alianza con los mapuches y buscar oro, que según creían debía ser muy abundante. El príncipe, le dio la instrucción de fundar un puerto militar en la Isla Santa María, que debía transformarse en base del futuro poder holandés en el Océano Pacífico.
La expedición partió de Mauritsstad, Pernambuco, el 15 de enero de 1643, con 5 buques y 350 hombres de desembarco. Llevaba como segundo, con el grado de vicealmirante al marino y poeta Elías Herckmans, embarcado en Brasil.
En el Cabo de Hornos los fuertes vientos obligaron a una de sus naves a abandonar la empresa y regresar al puerto de partida.
Tras esto Brouwer comenzó sus operaciones militares en Chiloé.

## El combate
A mediados de mayo, los holandeses reconocieron las costas del canal de Chacao y trataron de entrar en contacto con sus habitantes. Al encontrarse con españoles intercambiaron amenazas y disparos sin mayores consecuencias.
Durante una exploración al interior del canal, identificaron un asentamiento español y movimiento de hombres. Antes de ordenarse la retirada el general Andrés Muñoz Herrera, comandante del fuerte San Antonio de Carelmapu; dando ejemplo a sus soldados arremetió a caballo contra la escuadra holandesa recibiendo 3 impactos de bala de arcabuz que le ocasionaron la muerte instantánea.
En tanto los infantes españoles contenían el avance enemigo, se procedió a la evacuación de la villa.
Después de varias escaramuzas los marinos se apoderaron de Carelmapu, incendiaron el pueblo, la iglesia y mataron la caballada. Al día siguiente los corsarios se dirigieron a Calbuco, para ocupar la villa. Sin embargo, la complejidad de la navegación por el canal de chacao y lo laberíntico de los canales e islas del archipiélago calbucano hicieron retroceder a los holandeses, devolviéndolos a Carelmapu. Desde este lugar se realizaron diversas expediciones a los alrededores, manteniendo una escaramuza con una centinela en Maullín, antes de abandonar las costas de Carelmapu y regresar con sus barcos rumbo a Chiloé.

## Sucesos posteriores
En Chiloé los holandeses alcanzaron la ciudad de Castro, por entonces en una situación disminuida producto del daño provocado por Baltazar de Cordes en 1600, y al encontrar que sus moradores la habían abandonado antes de su llegada, procedieron a incendiarla. De acuerdo a Diego de Rosales, al dejar las ruinas de la ciudad, los holandeses habrían dejado un cartel en latín comparando despectivamente la actitud de los castreños en relación con la valentía mostraba por los habitantes de Carelmapu:
Españoles: vuestra fama, decían, llegará a oídos de vuestro rey. No habéis hecho lo que hicieron los habitantes de Carelmapu, una parte de los cuales murió como mueren los soldados. Vosotros os habéis fugado como los cobardes. Victor Holanda. Cola España.
Los neerlandeses abandonarían sus asentamientos el 28 de octubre de 1643 y la isla de Chiloé permanecería en manos españolas hasta su traspaso a Chile en 1826, mediante el Tratado de Tantauco.